# Greatest Hits (James Taylor)

Capa do álbum.

Greatest Hits é um álbum de James Taylor.